# ТЭЦ Борута
ТЭЦ Борута — теплоэлектроцентраль в центральной части Польши в городе Згеж (на северной окраине Лодзи).
Еще в 1890-х годах в Згеже основали фабрику красителей Борута (на данный момент Boruta-Zachem). В какой-то момент среди ее объектов появилась собственная ТЭЦ, которая на данный момент выведена из состава химического комплекса и принадлежит энергетической компании PGE.
В 1963–1984 годах здесь смонтировали три паровых котла производства рацибужской компании Rafako — два типа ОР-130 и один ОР-140. Также на ТЭЦ использовали водогрейный котел OR-32 мощностью 25 МВт, который, как и другие, сжигал каменный уголь.
В итоге котел ОР-140 модифицировали до типа OF-100, реализовав в нем гибридную систему, которая сочетает технологию псевдозрідженого кипящего шара со старой пылеугольной. При этом котел начал работать на буром угле.
По состоянию на начало 2010-х годов ТЭЦ имела электрическую мощность 32 МВт, которую обеспечивали две турбины — типа TP мощностью 16,7 МВт и типа TUP с показателем 19,6 МВт. Тепловая мощность при этом составляла 160 МВт.
В ближайшие несколько лет ТЭЦ прошла существенную модернизацию, в ходе которой установили новую турбину мощностью 22,4 МВт (при этом в резерве осталась турбина с показателем 16,7 МВт). Из старого котельного хозяйства сохранили котел OF-100, который и питает новый турбоагрегат. При этом на станции смонтировали два новых пиковых водогрейных котла мощностью 18 МВт и 24 МВт, которые работают на природном газе и мазуте. Общая тепловая мощность ТЭЦ определена как 111 МВт.
Выдача продукции осуществляется по ЛЭП, рассчитанной на работу под напряжением 110 кВ.